# Centro per le libertà civili
Il Centro per le libertà civili (in ucraino Центр Громадянських Свобод?, Centr Hromadjans'kych Svobod; in sigla ЦГС) è un'organizzazione non governativa con sede a Kiev, in Ucraina.
Fondata nel 2007 da Oleksandra Matvijčuk, l'organizzazione è stata uno dei tre vincitori del premio Nobel per la pace 2022, insieme all'attivista bielorusso Ales' Bjaljacki e all'organizzazione russa per i diritti umani Memorial, «per i loro sforzi nel documentare crimini di guerra, violazioni dei diritti umani e abusi di potere».

## Storia
Il Centro per le libertà civili venne fondato a Kiev il 30 maggio 2007. L'organizzazione si occupa di introdurre degli emendamenti legislativi per cercare di rendere l'Ucraina più democratica e di migliorare il controllo pubblico delle forze di sicurezza e il sistema giudiziario. Uno degli obiettivi dell'organizzazione è l'aggiornamento del codice penale dell'Ucraina.
All'epoca delle proteste dell'Euromajdan del 2013-2014, il gruppo diede il via al progetto Euromajdan SOS per sostenere legalmente i protestanti che avevano preso parte alle proteste dell'Euromajdan e per monitorare gli abusi fatti dalle forze di sicurezza dell'allora presidente Viktor Janukovyč.
Dopo l'annessione russa della Crimea nel 2014 e l'inizio della guerra del Donbass (sempre nel 2014), l'organizzazione iniziò a documentare la persecuzione politica in Crimea e i crimini nel territorio controllato dai separatisti della Repubblica Popolare di Lugansk e la Repubblica Popolare di Doneck, sostenuti dalla Russia. L'organizzazione diede il via anche a delle campagne internazionali per il rilascio della gente imprigionata illegalmente in Russia, nella Crimea annessa dalla Russia e nel Donbass.
Dopo l'invasione russa dell'Ucraina del 2022, il Centro per le libertà civili iniziò a documentare anche i crimini di guerra russi commessi durante il conflitto. Il comitato per il Nobel norvegese affermò nel 2022 che l'organizzazione stava "giocando un ruolo pioneristico nel ritenere colpevoli responsabili dei loro crimini".
Il 7 ottobre 2022, il Centro per le libertà civili venne premiato con il premio Nobel della pace, assieme ad Ales' Viktaravič Bjaljacki e l'organizzazione russa Memorial. Si tratta del primo premio Nobel in assoluto consegnato a un cittadino o a un'organizzazione dell'Ucraina. In una conferenza stampa dell'8 ottobre 2022, la guida del Centro per le libertà civili Oleksandra V'jačeslavivna Matvijčuk ammise che né il presidente ucraino Volodymyr Oleksandrovyč Zelens'kyj né gli altri funzionari del governo ucraino si erano congratulati con l'associazione per aver vinto il premio Nobel. Matvijčuk disse che avrebbero potuto provarci ma che forse non ci sarebbero riusciti perché lei e la sua collega "stavano appena tornando da un viaggio di affari".
Nel novembre del 2022 Oleksandra V'jačeslavivna Matvijčuk chiese alle nazioni di fornire delle armi all'Ucraina per liberare i territori occupati in quanto era il miglior modo per fermare i crimini di lunga data commessi dai soldati della Federazione russa.